# Покрова (РЕБ)
«Покрова» — українська система радіоелектронної боротьби (РЕБ), що діє методом GPS-спуфінгу проти безпілотників «Шахед-131/136». Система отримала свою назву на честь свята Покрови, що символізує захист України.

## Історія
Існування «Покрови» публічно розкрив Головнокомандувач ЗСУ Валерій Залужний у листопаді 2023 року. Наприкінці січня 2024 року російські «Шахеди» почали знаходити на землі без слідів ураження, що може бути свідченням про її запуск. У січні 2024 роботу системи підтвердив начальник управління РЕБ Генштабу ЗСУ Андрій Стариков, а в лютому 2024 — речник Повітряних сил ЗСУ Юрій Ігнат.
Ймовірно, саме дія «Покрови» призводить до переспрямування російських дронів до Білорусі або назад до Росії, що спостерігається з початку вересня 2024 року.

## Опис
Система призначена для протидії безпілотникам «Шахед-131/136» (існують припущення, що також і проти крилатих ракет), які активно застосовують російські війська проти України під час повномасштабного вторгнення з 2022 року. Придушення GPS на них не дуже ефективно діє, оскільки вони мають захист від нього та резервну інерційну навігацію (ІНС). ІНС примітивна та швидко втрачає точність, однак цього достатньо, щоб уразити ціль протягом хвилини. Щобільше, якщо дрон виходить з зони дії засобів РЕБ, він може повернутись на курс. Однак придушення теж має застосування.
На відміну від придушувачів, «Покрова» діє методом GPS-спуфінгу, що «підміняє» супутникові сигнали, вводячи навігаційні пристрої дрона в оману й відхиляючи його від маршруту. Якщо відхилення додається поступово, то його дуже складно помітити. Крім принципу дії, даних про систему відомо небагато. Ймовірно, вона є не конкретним приладом, а масштабною мережею систем, що вкривають територію України.